# Ciclismo ai Giochi della XXX Olimpiade - Cross country maschile
La gara di Cross country maschile dei Giochi della XXX Olimpiade fu corsa il 1º agosto a Hadleigh Farm nell'Essex (60 chilometri ad est di Londra), per un percorso totale di 34,1 km. Fu vinta dal ceco Jaroslav Kulhavý, che terminò la gara in 1.29′07″, seguito dallo svizzero Schurter e dall'italiano Fontana.

## Programma
Sabato 12 agosto
- 13:30 Finale

## Risultati
| Pos. | Corridore              | Squadra       | Tempo    |
| ---- | ---------------------- | ------------- | -------- |
| 1    | Jaroslav Kulhavý       | Rep. Ceca     | 1h29'07" |
| 2    | Nino Schurter          | Svizzera      | a 1"     |
| 3    | Marco Aurelio Fontana  | Italia        | a 25"    |
| 4    | José Antonio Hermida   | Spagna        | a 29"    |
| 5    | Burry Stander          | Sudafrica     | a 30"    |
| 6    | Carlos Coloma          | Spagna        | a 1'00"  |
| 7    | Manuel Fumic           | Germania      | a 1'24"  |
| 8    | Geoff Kabush           | Canada        | a 1'36"  |
| 9    | Alexander Gehbauer     | Austria       | a 2'09"  |
| 10   | Todd Wells             | Stati Uniti   | a 2'21"  |
| 11   | Stéphane Tempier       | Francia       | a 2'23"  |
| 12   | Jan Škarnitzl          | Rep. Ceca     | a 2'41"  |
| 13   | Gerhard Kerschbaumer   | Italia        | a 2'55"  |
| 14   | Ondřej Cink            | Rep. Ceca     | a 3'09"  |
| 15   | Samuel Schultz         | Stati Uniti   | a 3'22"  |
| 16   | Marek Konwa            | Polonia       | a 3'34"  |
| 17   | Rudi van Houts         | Paesi Bassi   | a 3'46"  |
| 18   | Ralph Näf              | Svizzera      | a 3'51"  |
| 19   | Kevin Van Hoovels      | Belgio        | a 3'54"  |
| 20   | Karl Markt             | Austria       | a 4'11"  |
| 21   | Daniel McConnell       | Australia     | a 4'15"  |
| 22   | Sergio Mantecón        | Spagna        | a 4'39"  |
| 23   | David Rosa             | Portogallo    | a 4'43"  |
| 24   | Rubens Valeriano       | Brasile       | a 5'16"  |
| 25   | Florian Vogel          | Svizzera      | a 5'29"  |
| 26   | Catriel Soto           | Argentina     | a 6'06"  |
| 27   | Kohei Yamamoto         | Giappone      | a 6'19"  |
| 28   | Héctor Páez            | Colombia      | a 6'55"  |
| 29   | Jean-Christophe Péraud | Francia       | a 8'00"  |
| 30   | Marc Bassingthwaighte  | Namibia       | a 8'10"  |
| 31   | Serhij Rysenko         | Ucraina       | a 8'25"  |
| 32   | Piotr Brzózka          | Polonia       | a 9'30"  |
| 33   | Periklis Ilias         | Grecia        | a 9'44"  |
| 34   | Moritz Milatz          | Germania      | a 9'52"  |
| 35   | Philip Buys            | Sudafrica     | a 11'04" |
| 36   | Paolo Montoya          | Costa Rica    | a 12'12" |
| 37   | Evgenij Pečenin        | Russia        | a 12'33" |
| 38   | Chan Chun Hing         | Hong Kong     | a 12'52" |
| 39   | Adrien Niyonshuti      | Ruanda        | a 13'39" |
| 40   | Marios Athanasiadis    | Cipro         | a 14'18" |
| 41   | Tong Weisong           | Cina          | a 1 giro |
| 42   | Derek Horton           | Guam          | a 1 giro |
| DNF  | Sven Nys               | Belgio        | –        |
| DNF  | Max Plaxton            | Canada        | –        |
| DNF  | András Parti           | Ungheria      | –        |
| DNF  | Julien Absalon         | Francia       | –        |
| DNF  | Liam Killeen           | Gran Bretagna | –        |
| DNF  | Robert Förstemann      | Germania      | –        |
| DNF  | Michael Vingerling     | Paesi Bassi   | –        |
| DNF  | Sam Bewley             | Nuova Zelanda | –        |